# Anwa A-Leemama
Anwa A-Leemama (thailändisch อันวา อาลีมามะ; * 20. November 2000 in Yala), auch als Wa“ bekannt, ist ein thailändischer Fußballspieler.

## Karriere
Anwa A-Leemama stand die Saison 2019 beim Jalor City FC unter Vertrag. Der Verein aus Yala spielte in der vierten Liga. Hier trat der Klub in der Southern Region an. 2020 wechswelt er zum Pattani FC. Mit dem Verein spielte er in der Southern Region der Liga. Nach drei Spielzeiten wechselte er im Sommer 2023 zu dem ebenfalls in der Southern Region spielenden Songkhla FC. Am Ende der Saison 2023/24 feierte er mit dem Verein aus Songkhla die Meisterschaft der Region. In den Aufstiegsspielen konnte man sich jedoch nicht durchsetzen. Eine Spielzeit später wurde er wieder Meister der Region und stieg anschließend in die zweite Liga auf. Sein Zweitligadebüt gab A-Leemama am 17. August 2025 (1. Spieltag) im Heimspiel gegen den Sisaket United FC. Bei dem 1:0-Erfolg wurde er in der 69. Minute für den Brasilianer Mosquito eingewechselt.

## Erfolge
Songkhla FC
- Thai League 3 – South: 2023/24, 2024/25